# Elektronisk musik
Elektronisk musik er et vidt begreb, men er kendetegnet ved, at alle (eller de fleste) lyde i lydbilledet er genereret af elektroniske musikinstrumenter eller via båndoptager, tonegeneratorer. Desuden kan der anvendes software til at danne lyden eller bearbejde den.
Danmarks første elektroniske komponist er Else Marie Pade. Af de tidligste elektroniske komponister internationalt kan nævnes Pierre Schaeffer, Karlheinz Stockhausen og Herbert Eimert.
I dag er forskellen mellem elektronisk og akustisk (som regel elektrisk forstærket) rock mere eller mindre udvisket, og selv store rockkunstnere bruger flittigt elektroniske musikinstrumenter i udarbejdelsen af deres lyd. Dog bruges betegnelsen "elektronisk musik" i reglen om musik der udelukkende er elektronisk.

## Stilarter
Af stilarter under elektronisk musik kan nævnes:
- Musique concrète
- Krautrock
- Electronica
- Dubstep
- Dance
- Techno
- Trance
- Hardstyle
- Hardcore/Gabber
- Radikal Computermusik
- House
- Drum and bass
- Garage
- Glitch
- Ambient
- Trip-hop
- Psykedelisk rock
- Elektro-rock
- Electro
- Electroclash
- Club
- IDM (intelligent dance music)

Den nyere ikke-dansebaserede elektroniske musik kaldes ofte electronica, heriblandt:
- Microsound
- ELM (electronic listening music)

Se evt. http://techno.org/electronic-music-guide/ Arkiveret 12. september 2015 hos  hos Archive.is

### Sampling
Ved brug af samplere, både software- og hardwarebaserede, er det muligt at lave realistiske simulationer af kompositioner, der ikke til den almene lytter umiddelbart kunne betegnes som elektroniskt fremstillet, men snarere akustisk. Med omfattende lydpakker og samplerprogrammer kan komponisten blandt andet lave realistiske orkestre med strengsektioner, blæseinstrumenter, osv. Med de rigtige værktøjer kan en komponist altså fremstille en hel symfoni uden brug af almene instrumenter.